# Clã Matsumae

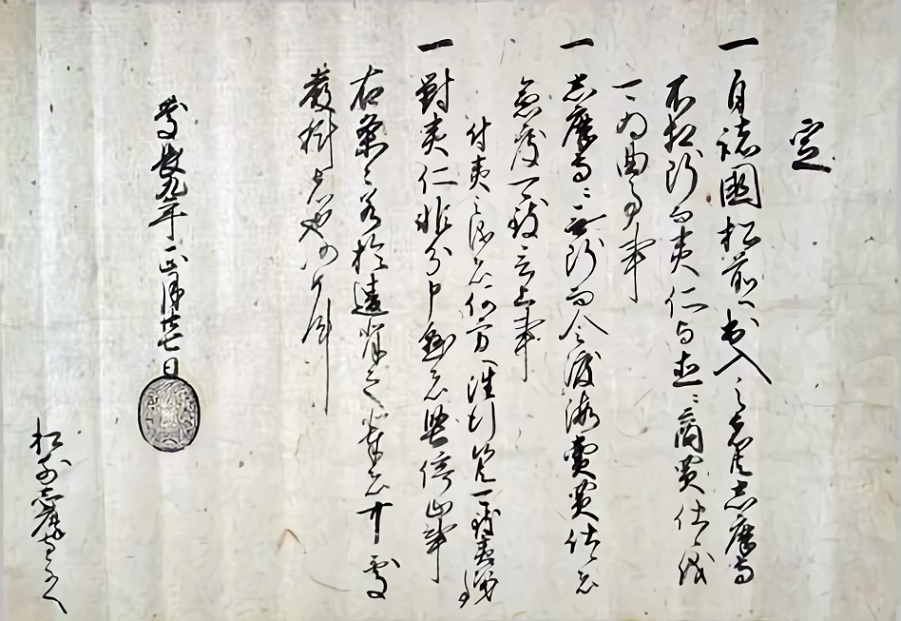
Carta do selo preto de 1604 do shogun Tokugawa Ieyasu para Matsumae Yoshihiro, primeiro daimyō do Domínio Matsumae, concedendo ao Domínio exclusividade como intermediário no comércio com o povo de Ezo (Museu de Hokkaido)

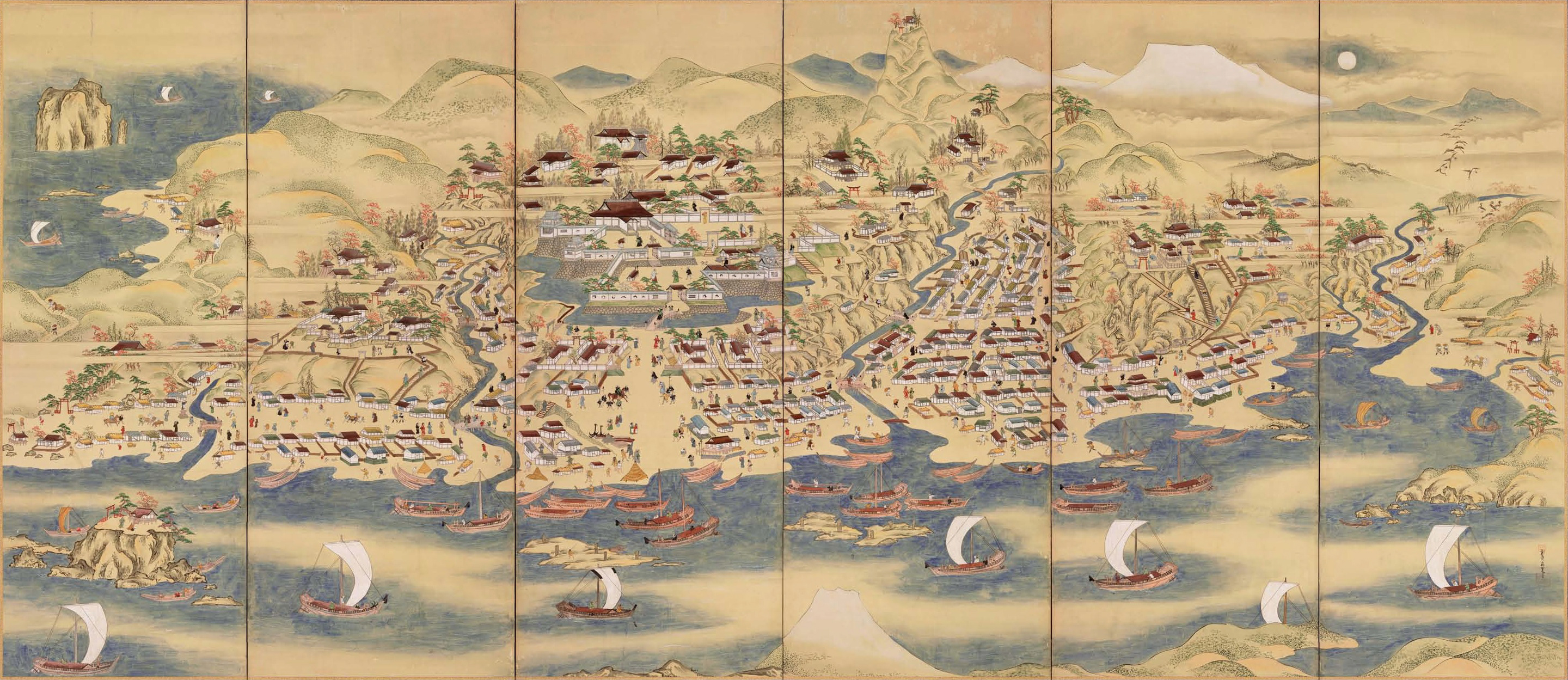
A tela dobrável Matsumae retrata em detalhes a cidade do castelo movimentada com o comércio por volta de 1754-1764.

O Clã Matsumae (松前氏 Matsumae-shi) foi um clã japonês ao qual foi concedida a área de Hakodate e proximidades, em Hokkaido como uma marca de fronteira em 1590 por Toyotomi Hideyoshi. Foram encarregados de defender seu território e, por extensão, todo o Japão dos "bárbaros" ainus do norte. O clã, originalmente conhecido como clã Kakizaki (蠣崎氏 Kakizaki-shi), habitava as áreas de Kakizaki, Kawauchi e Mutsu, na península de Shimokita. Alegando descenderem do clã Takeda da província de Wakasa, o clã depois mudou seu nome para Matsumae. Em troca de seu serviço defendendo o país, os Matsumae foram isentos de pagar tributo em arroz para o xogunato e do sistema sankin-kotai, no qual a maioria dos daimiôs deveriam passar metade do ano em Edo, enquanto suas famílias deveriam passar o ano inteiro em Edo e eram, essencialmente, mantidos reféns para evitar rebeliões.
Por causa de sua localização e seu papel como defensores da fronteira, os Matsumae foram os primeiros japoneses a negociar com a Rússia. Provavelmente foram os primeiros japoneses a entrar em contato com os russos dentro do território japonês. Em 1778, um comerciante de Yakutsk, chamado de Pavel Lebedev-Lastochkin, chegou a Hokkaido com uma pequena expedição. Ele ofereceu presentes e educadamente pediu para comerciar. O oficial dos Matsumae tentou explicar que ele não tinha a autoridade de concordar com isso no lugar do xogum e sugeriu que os russos voltassem no ano seguinte. Em setembro do próximo ano, os russos voltaram. De acordo com alguns relatos, eles entenderam errado o que tinha sido dito e esperavam poder comerciar. Em vez disto, seus presentes foram dados de volta, eles foram proibidos de voltar à ilha e foram avisados de que o comércio com estrangeiros era permitido apenas em Nagasaki.
Em 1790, um grande terremoto atingiu Hokkaido e um tsunami de mais de 12 metros levou a embarcação russa do mar até mais de 400 metros na terra. O comerciante Lebedev então desistiu de Hokkaido.

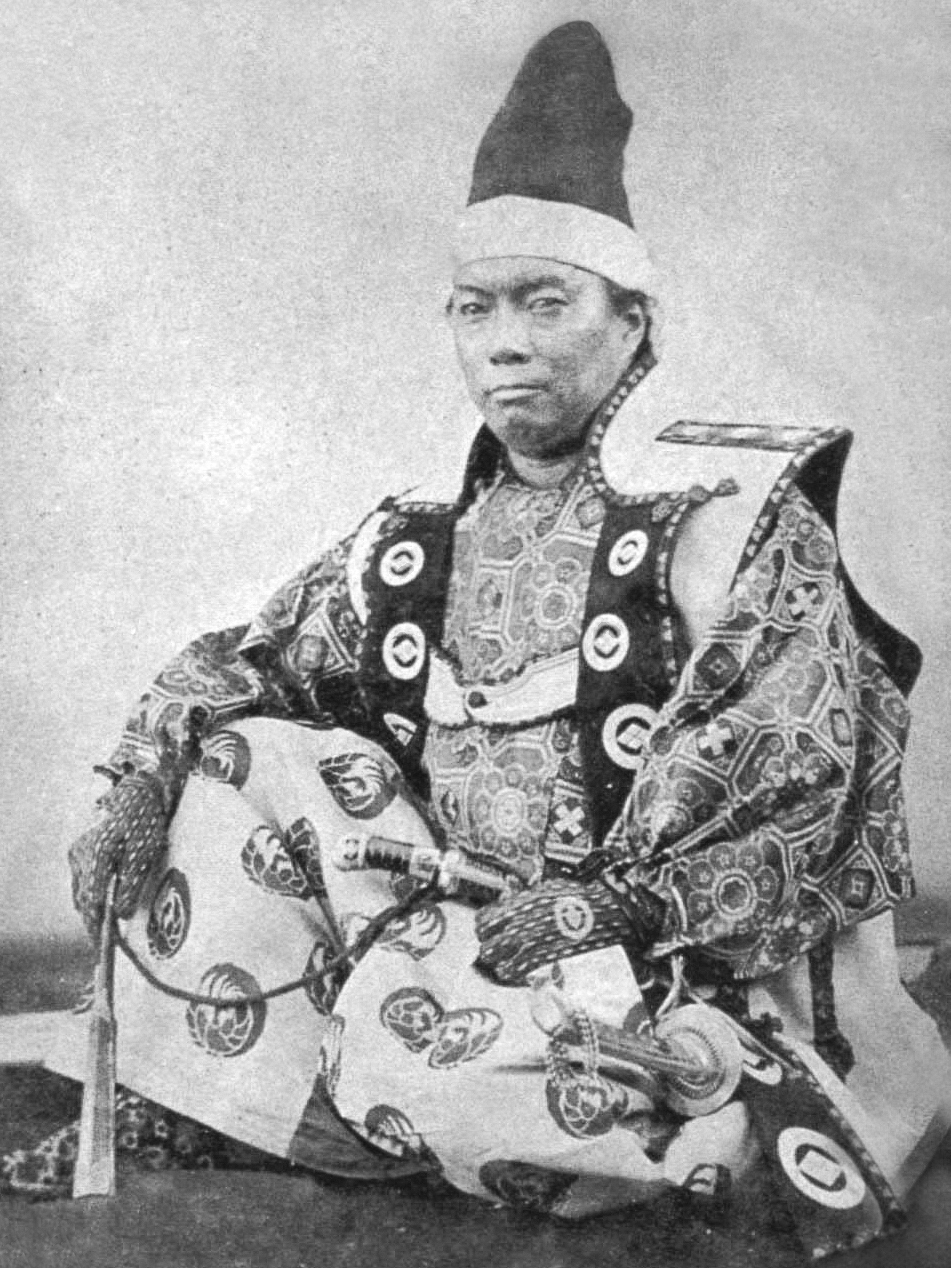
Fotografia de Matsumae Takahiro (1829-66), o daimiô do domínio de Matsumae, feita por volta de 1864

O feudo do clã Matsumae tinha contato frequente com os ainus e tinha direitos de comércio exclusivos com suas comunidades para garantir a segurança dos interesses japoneses em Hokkaido. As relações entre os Matsumae e os ainus eram por vezes hostis, demonstrando que seu poder não era absoluto na região. Em 1669, o que tinha começado como uma briga por recursos entre clãs rivais dos ainus se desenvolveu numa rebelião contra o controle dos Matsumae sobre a região. A Revolta de Shakushain durou até 1672, quando foi abatida. A última rebelião séria dos ainus foi a Batalha de Menashi-Kunashir em 1789.
Em 1790, Kakizaki Hakyo pintou o Ishu Retsuzo, uma série de retratos de chefes ainus, para provar para a população japonesa que os Matsumae eram capazes de controlar as fronteiras do norte e os ainus. Os doze retratos foram expostos em Kyoto, em 1791.
Mais ou menos na mesma época, em 1789, um professor finlandês, Erik Laxmann, da Academia de Ciências Russa, se deparou com vários náufragos japoneses em Irkutsk. Como muitos outros japoneses antes deles, tinham sido achados nas ilhas Aleutas por marinheiros russos e tinham pedido para serem levados de volta para o Japão. Como os náufragos antes deles, eles haviam sido transportados através da Sibéria até São Petersburgo. Laxmann viu em seus pedidos uma oportunidade para a abertura do Japão, e sugeriu isto a Catarina, a Grande, que concordou. Em 1791, ela nomeou o filho do professor, o tenente Adam Laxmann, como comandante de uma viagem para levar os náufragos de volta para o Japão e para discutir propostas sobre acordos comerciais.

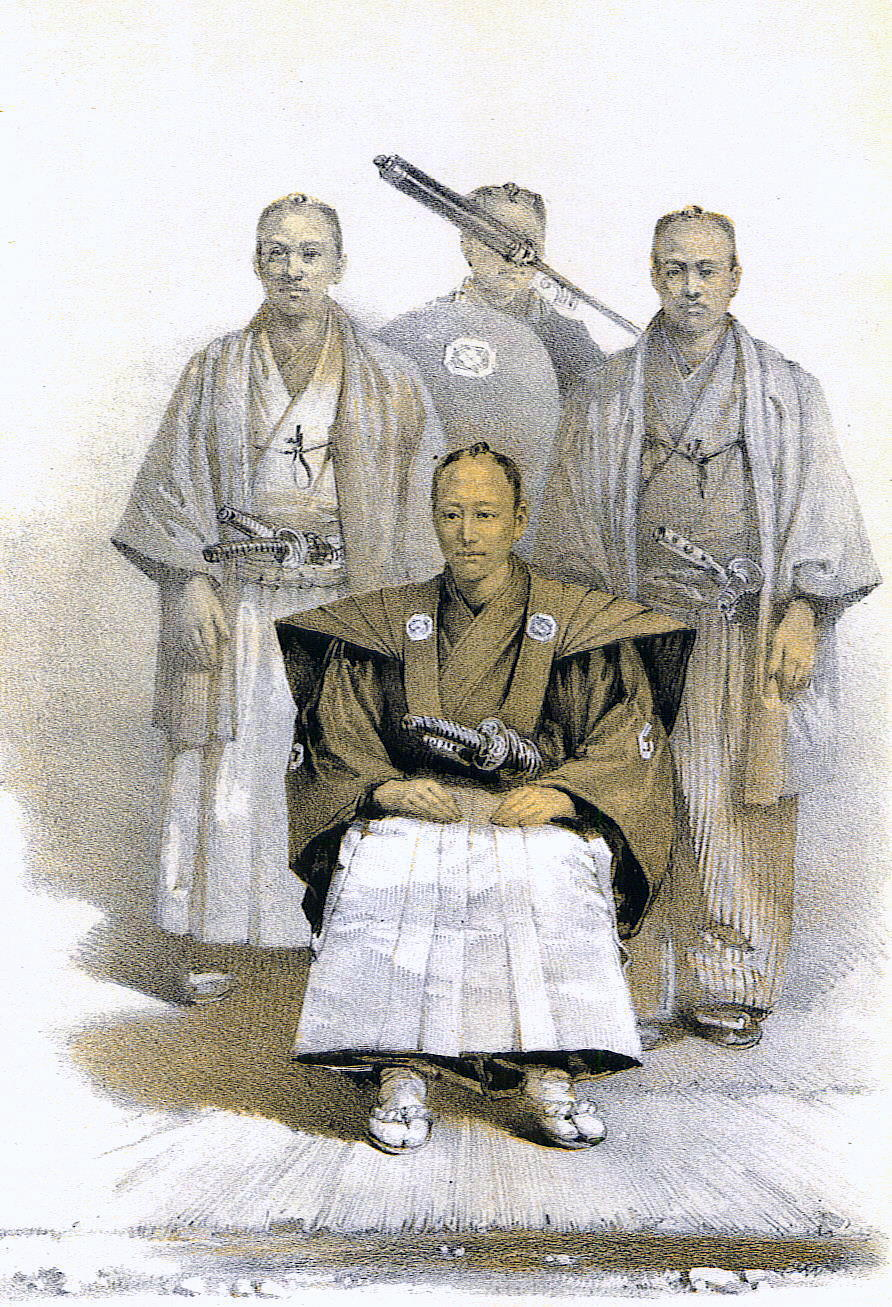
Esta gravura de 1856 é intitulada "Representante do Príncipe de Matsmay". Esta impressão artística de quatro samurais estava entre as imagens publicadas após a expedição de Perry "abrir as portas" do Japão.

A expedição chegou a Hokkaido em outubro de 1792. Os russos foram permitidos passar o inverno e documentos sobre eles foram enviados ao bakufu em Edo. Porém, Laxmann insistiu em levar os náufragos até Edo e disse que navegaria até lá mesmo contra a vontade do xogum. O bakufu mandou um emissário para os Matsumae, pedindo que os russos fossem até a cidade de Matsumae por terra. Pressentindo uma armadilha, os russos negaram e eventualmente foram permitidos a atracar em Hakodate, acompanhados por uma embarcação japonesa. Eles foram concedidos uma casa de visitas perto do castelo de Matsumae e foram permitidos manter seus costumes: não negavam sua cristandade, não tiravam seus calçados quando dentro de casas ou se curvavam diante de emissários do xogum. Os emissários japoneses lhes presentearam com três espadas e cem sacos de arroz, mas também informaram que as regras determinadas pelo xogum não mudariam: estrangeiros poderiam comerciar apenas em Nagasaki e somente quando viessem desarmados. Todas as outras embarcações estariam sujeitas à apreensão. Laxmann foi perdoado naquele caso por sua intenção de retornar os náufragos, mas ele se recusou a entregá-los até que lhe fosse dado algo em escrito respondendo seus pedidos relacionados ao comércio. Os emissários voltaram três dias depois com um documento reafirmando as regras sobre o comércio em Nagasaki e sobre as leis contra a prática do cristianismo no Japão. Os russos nunca estabeleceram qualquer sistema regular de comércio em Nagasaki e historiadores ainda hoje discutem se o documento dado a Laxmann foi um convite para o comércio ou uma manobra evasiva do xogunato. A expedição russa liderada por Adam Johann von Krusenstern e Nikolai Rezanov permaneceu por seis meses no porto de Nagasaki de 1804 a 1805, não conseguindo estabelecer relações diplomáticas e comerciais com o Japão.
Como o território dos Matsumae era uma marcha ou fronteira, o restante de Hokkaido, então chamado de Ezo, tornou-se essencialmente uma reserva ainu. Embora a influência japonesa e o controle sobre os ainus tenham se tornado gradualmente mais fortes ao longo dos séculos, naquela época eles foram deixados à própria sorte e o xogunato não considerava suas terras como território japonês. Foi apenas durante a Restauração Meiji, no final do século 19, que a marcha foi dissolvida e Hokkaido foi formalmente anexada e renomeada pelo Japão.

## Ligações Externas
- National Archives of Japan: Matsumae okikuchi yori bugyosho ni itaru zu, sketch of the area around Okikuchi magistrate's office in the Matsumae Domain.